# Vnorovice
Vnorovice (německy Urwitz) jsou vesnice, část obce Staré Hobzí v okrese Jindřichův Hradec v Jihočeském kraji. Leží 2,8 kilometru severně od Starého Hobzí, v nadmořské výšce 467 metrů.  Postavena je po obou březích Vnorovického potoka, který je levostranným přítokem Moravské Dyje v jihovýchodní části Dačické kotliny. V malé obci dříve žilo převážně německé obyvatelstvo, po roce 1918 s českou menšinou.

## Název
Až do konce 19. století se jméno vesnice psalo v podobě Norovice (německy zprvu Norowicz, od poloviny 18. století Urwitz). Její výchozí tvar Norovici byl pojmenováním obyvatel vsi, byl odvozen od osobního jména Nor (což byla nejspíš domácká podoba jména Norbert) a znamenal "Norovi lidé". Podoba Vnorovice vznikla splynutím s předložkou v a úředně byla ustanovena definitivně roku 1924. Nejstarší německý doklad z roku 1348 Orabicz vznikl (mimo jiné) odstraněním počátečního N- ve spojení s předložkou in ("v"): in Norabicz > in Orabicz). Podobně vzniklo pozdější Urwitz.

## Historie

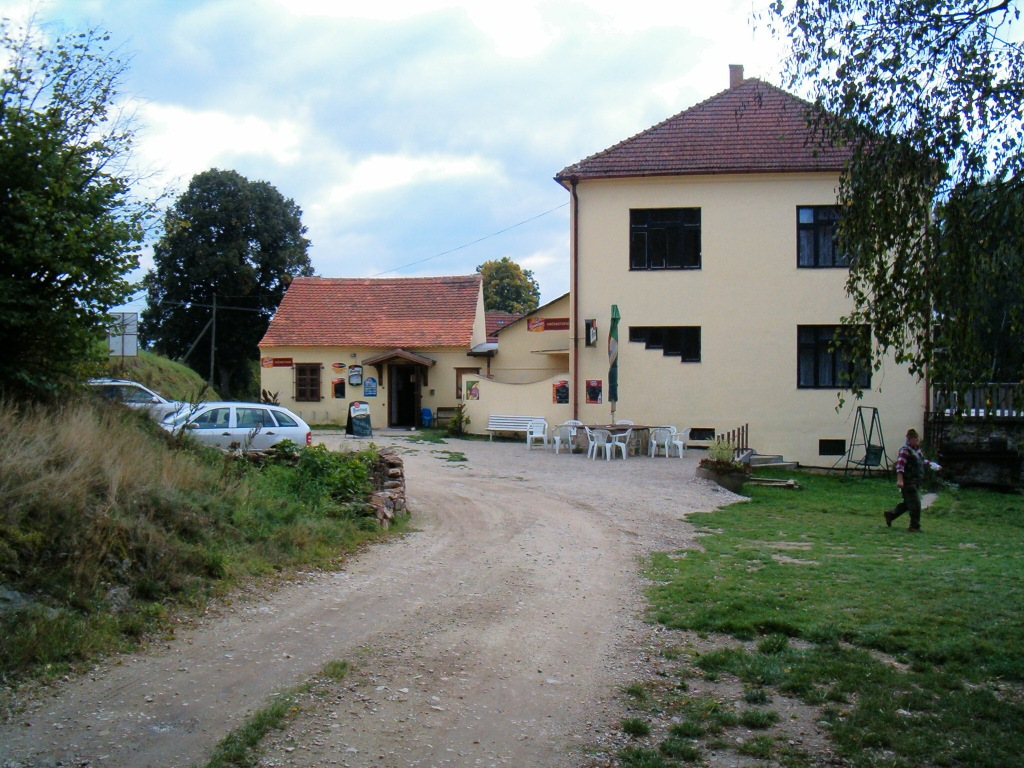
Spálený (Hardův) mlýn

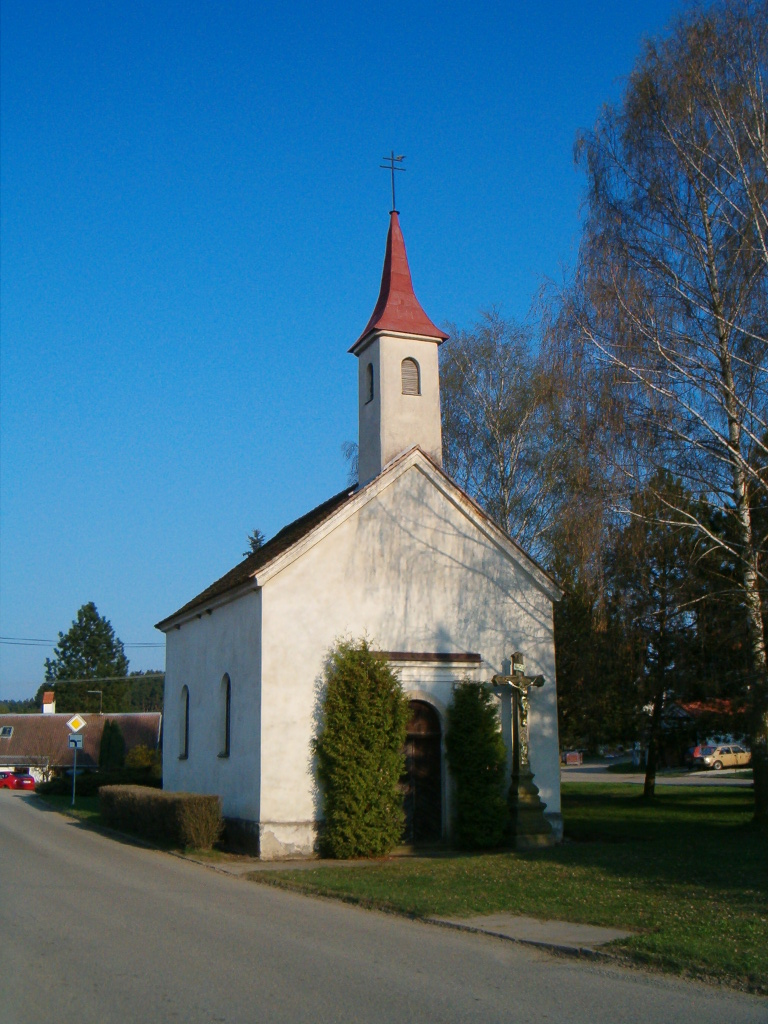
Kaplička

Ves je v historických pramenech poprvé uváděna v roce 1348 jako část majetku Heřmana z Hradce (dominos Hermannus de Norovicz). V roce 1369 prodal Heřman za 132 kop ves Vnorovice s mlýnem a dvůr v Lipnici Sedlinovi ze Sichelbachu na Lubnici a Henslinovi z Vydří. Podle lánového rejstříku bylo ve vsi před třicetiletou válkou 22 usedlostí. V roce 1843 žilo ve Vnorovicích 180 obyvatel ve 27 domech a 47 domácnostech. Desátky se odváděly panství Budíškovice a faře ve Starém Hobzí. Na sobotní týdenní trhy se jezdilo do Dačic. Hadrův mlýn se uvádí již od roku 1369. Vesnice byla elektrifikována připojením na síť ZME Brno v roce 1932

## Přírodní poměry
Podél západní hranice katastrálního území Vnorovic teče řeka Moravská Dyje. Její údolí zde je chráněno přírodní památka Moravská Dyje, ke které patří také oddělená část v údolí Vnorovického potoka.

## Obyvatelstvo
| Rok            | 1869 | 1880 | 1890 | 1900 | 1910 | 1921 | 1930 | 1950 | 1961 | 1970 | 1980 | 1991 | 2001 | 2011 | 2021 |
| -------------- | ---- | ---- | ---- | ---- | ---- | ---- | ---- | ---- | ---- | ---- | ---- | ---- | ---- | ---- | ---- |
| Počet obyvatel | 155  | 155  | 139  | 173  | 166  | 183  | 151  | 130  | 115  | 108  | 101  | 81   | 66   | 49   | 70   |
| Počet domů     | 30   | 30   | 30   | 31   | 31   | 31   | 31   | 30   | 25   | 25   | 22   | 25   | 25   | 28   | 29   |

## Obecní správa
Při sčítání lidu v letech 1850–1974 Vnorovice byly samostatnou obcí, se kterým patřily nejprve do okresu Dačice, ale od roku 1960 v okrese Jindřichův Hradec. Od 1. července 1974 jsou částí obce Staré Hobzí v okrese Jindřichův Hradec. V letech 1850–1899 k obci patřily Nové Dvory.

## Škola
Vlastní jednotřídní školu si obec postavila v roce 1900, když do té doby byla přiškolena do Sarého Hobzí. V roce 1936 zde byla zřízena česká soukromá obecná škola a od ledna 1938 i mateřská škola. Po okupaci pohraničí v roce 1938 a zabrání obce, bylo české školství zlikvidováno. Vyučování v českém jazyce bylo obnoveno v roce 1945, kdy bylo německé obyvatelstvo odsunuto a obec byla obydlena českými dosídlenci. Pro malý počet žáků byla škola v 60. letech minulého století zrušena a žáci byli převedeni do Starého Hobzí.

## Pamětihodnosti
- Kaple svatých Andělů na návsi